# 甲若鰺
甲若鰺，又稱鎧鰺，俗名為甘仔魚，為輻鰭魚綱鱸形目鱸亞目鰺科的其中一個種。

## 命名
甲若鰺最早由由德國博物學家EduardRüppell在1830年根據從紅海取得的標本進行科學描述，將其命名為Citula armata，隨後Citula屬與Pseudocaranx屬同義，且其所有種類都被重新檢查並歸類在鰺科的其他屬中，該物種在重新檢查其解剖結構後被放置在Carangoides屬中。

## 分布
本魚分布於印度西太平洋區，東非、南非、紅海、馬爾地夫、斯里蘭卡、孟加拉灣、安達曼海、印度、日本、中國沿岸及台灣、越南、菲律賓、印尼、泰國、馬來西亞、新幾內亞、馬紹爾群島、馬里亞納群島、帛琉、聖誕島、澳洲、諾魯、所羅門群島、薩摩亞群島、新喀里多尼亞、斐濟群島、密克羅尼西亞等海域。

## 深度
水深1至30公尺。

## 特徵

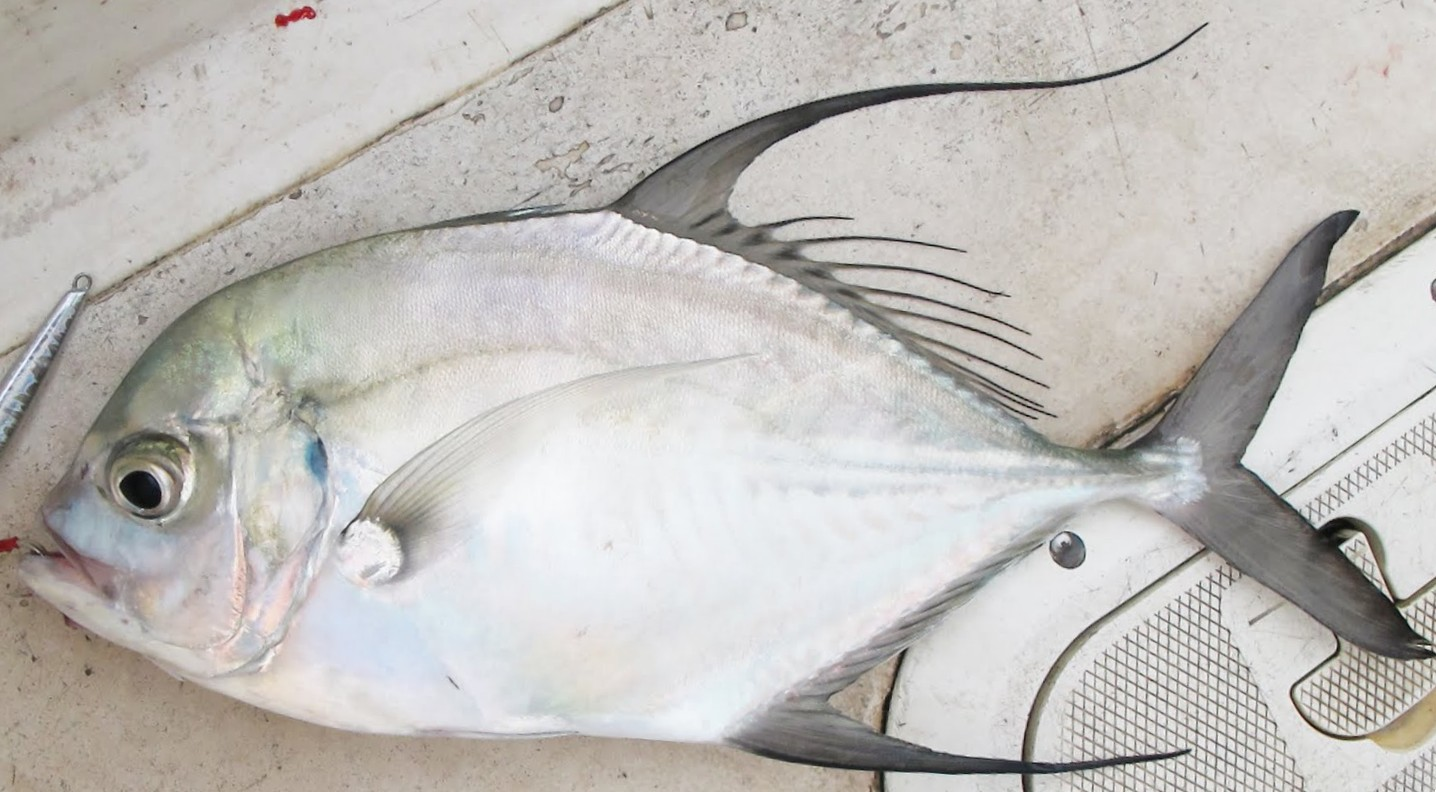

本魚體色側扁，頭部及背部隆起，眼具脂肪性眼瞼，口具絨毛狀齒，幼魚腹鰭、臀鰭白色，背鰭淺黑色，尾鰭黃色，成魚腹鰭、臀鰭、背鰭、尾鰭均變為深黑色，第二背鰭前方5枚鰭條延長的細絲比幼魚長，而且變為白色。稜鱗向前可達第二背鰭不延長的鰭條下方。第一背鰭有硬棘8枚，第二背鰭有硬棘1枚、軟條21至22枚；臀鰭有硬棘1枚、軟條17枚；稜鱗細小，數目在17至20枚之間。體色隨年齡成長有所變化，幼魚體背部銀藍色，胸鰭基部上方有6個黑色橫紋，成魚體色為灰藍色，腹部銀白色，體長可達52公分。

## 生態
本魚主要活動於大洋及近海，為掠食性魚類，以頭足類、甲殼類及小魚為食。

## 經濟價值
不常見，可做為食用魚，清蒸美味，大型魚尤佳。